# Ph.d.
Ph.d. (i udlandet normalt stavet PhD eller Ph.D.) er en akademisk grad, der typisk bl.a. kvalificerer til en forskerkarriere. Historisk  stammer ph.d.-graden fra den angelsaksiske verden, hvor det er den højeste universitetsgrad, man kan erhverve sig, og hvorfra den har vundet international udbredelse. Den engelske forkortelse står for Doctor of Philosophy eller det latinske philosophiae doctor, som er ækvivalent med doctor philosophiae. 
I Danmark blev graden ph.d. indført i 1988. 
Graden blev indført på baggrund af et ønske om lettere international sammenlignelighed. Den erstattede den ældre grad licentiat. I Danmark er ph.d. ikke en forkortelse for en akademisk grad med et specifikt navn; det ér navnet på graden: ph.d.-graden.

## Historie
Ph.d.-graden udspringer ligesom andre akademiske betegnelser fra det system af akademiske grader, der blev udviklet ved de europæiske universiteter i middelalderen. Oprindelig var der kun en enkelt grad i det europæiske universitetssystem, der enten blev kaldet magister (som senere blev til det engelske master og det danske mester, der oprindelig betegnede en underviser, der havde lærlinge eller elever) eller doktor (doctor), afhængigt af lokale forhold. Graden gav adgang til selv at undervise. Betegnelserne magister, doktor og professor var altså ækvivalente. Ved Bolognas Universitet blev den første doktor udnævnt i anden halvdel af 1100-tallet. Ved universitetet i Paris foretrak man derimod betegnelsen magister, og de engelske universiteter i Oxford og Cambridge overtog det parisiske system. På mange universiteter brugtes begge titler, sådan at de studerende ved nogle fag, f.eks. grammatik, endte som magistre, mens de ved andre fag som teologi blev doktorer. På tyske universiteter blev titlerne doktor og magister først brugt i flæng, men efterhånden blev betegnelsen doktor opfattet som mere avanceret, og denne tyske sprogbrug blev efterhånden overtaget i det meste af verden.
I Tyskland blev det højere uddannelsessystem reformeret i starten af 1800-tallet, og doktorgraden kom herefter til at markere en uddannelse, der indebar selvstændig forskning. Skikken spredte sig efterhånden til USA, hvor Yale University i 1861 tildelte de tre første amerikanske grader, kaldt Ph.D. som en forkortelse for det latinske Philosophiæ Doctor. Oprindelig blev denne specifikke grad tildelt for studiet af filosofi, men benævnelsen spredte sig efterhånden til andre fag. Fra USA spredte Ph.D.-graden sig derpå til Europa og andre steder. I Storbritannien blev denne grad indført i 1917 af Oxford University, og i løbet af 1900-tallet etablerede Ph.D.-graden sig som en internationalt anerkendt standardkvalifikation, der kunne gave adgang til en forskerkarriere og andre specialiserede arbejdsmarkeder.

## Danmark

### Historie
Mens en ph.d.-grad er det samme som en doktorgrad i mange andre lande, er det lidt anderledes i Danmark, hvor den historiske tradition har været en anden. Københavns Universitet, som er landets ældste og indtil 1928 eneste universitet, har fra gammel tid haft doktorgrader, som blev anset som nødvendige for at opnå et professorat. Det filosofiske fakultet, som oprindelig blev regnet som det mindst prestigefulde, fik dog først i 1824 ret til at tildele en doktorgrad (dr.phil.) som sin højeste grad. I ældre tider havde der også været en licentiatgrad på universitetet, men den var gradvis gået af brug. I 1955 blev licentiatgraden dog genindført på det teologiske fakultet og i 1969 på de øvrige fakulteter som en lavere grad end den fortsat eksisterende danske doktorgrad. Årsagen til den genindførte licentiatgrad var, at der især fra natur- og lægevidenskabelige forskere som følge af det stigende internationale forskersamarbejde var behov for en grad, der matchede den angelsaksiske Ph.D.-grad. 
Den 1. februar 2008 blev skridtet taget fuldt ud, og betegnelsen licentiat blev afløst af en egentlig dansk ph.d.-grad.
En anonym skribent på Københavns Universitets websted Universitetshistorie hævder dog at ph.d-graden blev indført i 1989.
I Danmark findes altså i dag sideløbende en ph.d.-grad og den mere eksklusive doktorgrad. Selvom de to titler historisk har samme rod, betegner de noget ret forskelligt. Ph.d.-graden erhverves typisk efter tre eller fire års universitetsstudier ovenpå en bachelor- eller kandidatgrad, mens en doktorgrad er betydelig mere sjælden og typisk erhverves af en lektor ved et universitet med henblik på at blive kvalificeret til en stilling som professor. En doktorafhandling er derfor et større videnskabeligt værk end en ph.d.-afhandling.
Opnåelsen af en doktorgrad giver ret til at bruge titlen dr. foran sit navn, modsat opnåelsen af ph.d.-graden. Ph.d.-graden omtales sommetider som "den lille doktorgrad".

### Antal
Der var i 2020 ca. 10.000 indskrevne ph.d.-studerende i Danmark i alt, og der blev tildelt 1865 ph.d.-grader.

### Indhold af den danske ph.d.-uddannelse
Et forskeruddannelsesforløb skulle i henhold til den ph.d.-bekendtgørelsen fra 2008 bestå af en række elementer:
1. Udarbejdelse af en ph.d.-afhandling på grundlag af ph.d.-projektet under vejledning
2. Gennemførelse af ph.d.-kurser af et samlet omfang svarende til ca. 30 ECTS-point.
3. Deltagelse i aktive forskningsmiljøer, herunder ophold på andre, primært udenlandske, forskningsinstitutioner.
4. Opnåelse af erfaring med undervisningsvirksomhed eller anden form for videnformidling, der så vidt muligt er direkte relateret til den pågældendes ph.d.-projekt.

Det almindelige ph.d.-forløb inkluderer en treårig forskeruddannelse, der følger efter kandidatuddannelsen. I de senere år er den såkaldte 4+4-ordning imidlertid blevet mere udbredt. Den går ud på, at den ph.d.-studerende påbegynder sin forskeruddannelse før specialet og dermed før afslutningen af kandidatuddannelsen. Til gengæld har disse ph.d.'er fire år til ph.d.-forløbet. 4+4 ordningen har traditionelt været udbredt på de naturvidenskabelige fakulteter i Aarhus og Odense. 

### Afhandling
I Danmark tildeles ph.d.-graden efter en akademisk forskeruddannelse og et vellykket forsvar af en ph.d.-afhandling. Afhandlingen kan bestå enten af en omfattende monografi (200-300 sider), som er det typiske inden for de humanistiske fag, eller en samling af videnskabelige artikler med en kort sammenfatning, som er det typiske inden for naturvidenskaberne og sundhedsfag, men i stigende omfang også indenfor samfundsvidenskaberne.